# Enzimska kataliza
Enzimska kataliza je kataliza hemijske reakcije posredstvom specijalizovanih proteina, enzima. Kataliza biohemijskih reakcija u ćeliji je vitalna zbog veoma niskih reakcionih brzina nekatalisanih reakcija.
Mehanizam enzimaske katalize je sličan u principu sa drugim tipovima hemijske katalize. Putem pružanja alternativnog reakcionog puta i stabilizacijom intermedijera enzim redukuje energiju koje je neophodna da se dostigne najviše energetsko prelazno stanje reakcije. Redukcija energije aktivacije (Ea) povećava broj molekula reaktanta sa dovoljnom energijom da dosegnu energiju aktivacije i formiraju produkt.

## Indukovano prilagođavanje
Jedan od modela intrerakcije enzima i supstrata je model indukovanog prilagođavanja. Po tom modelu inicijalna interakcija između enzima i supstrata je relativno slaba, ali te slabe interakcije brzo indukuju konformacione promene enzima koje pojačavaju vezivanje.

### Kataliza indukovanim prilagođavanjem
Prednosti mehanizma indukovanog prilagođavanja su posledica stabilizacionog dejstva jakog enzimskog vezivanja. Postoje dva različita mehanizma vezivanja supstrata: uniformno vezivanje, koje ima jako vezivanje za supstrat, i diferencijalno vezivanje, koji ima jako vezivanje u prelaznom stanju.
Stabilizacioni efekat uniformnog vezivanja povećava afinitet vezivanja supstrata i prelaznog stanja, dok diferencijalno vezivanje povećava jedino afinitet vezivanja prelaznog stanja. Enzimi koriste oba mehanizma i evoluciono su izabrani da minimizuju Ea reakcije. Enzimima koji su zasićeni, tj. koji imaju visok afinitet vezivanja za supstrat, neophodano je diferenciono vezivanje da bi se smanjila Ea, dok mali supstrati koji su nevezani za enzime mogu da koriste bilo diferencijalno ili uniformno vezivanje.
Ti efekti su doveli do toga da većina proteina koristi mehanizam diferencijalnog vezivanja za redukovanje Ea, tako da većina proteina ima visok afinitet za prelazno stanje. Diferencijalno vezivanje se odvija putem mehanizma indukovanog prilagođavanja. Supstrat se prvo slabo veže, zatim enzim menja konformaciju, čime se povećava afinitet za prelazno stanje i dolazi do stabilizacije i sniženja energije aktivacije.

## Literatura
- Alan Fersht, Structure and Mechanism in Protein Science : A Guide to Enzyme Catalysis and Protein Folding. W. H. Freeman, 1998.  978-0-7167-3268-6